# Ruta Estatal de Nevada 227
La Ruta Estatal de Nevada 227, y abreviada SR 227 (en inglés: Nevada State Route 227) es una carretera estatal estadounidense ubicada en el estado de Nevada. La carretera inicia en el Noroeste desde la SR 535     en Elko hacia el Sureste en Lamoille (Nevada). La carretera tiene una longitud de 32,4 km (20.132 mi).

## Mantenimiento
Al igual que las autopistas interestatales, y las rutas federales y el resto de carreteras estatales, la Ruta Estatal de Nevada 227 es administrada y mantenida por el Departamento de Transporte de Nevada por sus siglas en inglés Nevada DOT.

## Cruces
La Ruta Estatal de Nevada 227 es atravesada principalmente por la  SR 228 .